# Óliver Torres
Óliver Torres Muñoz (Navalmoral de la Mata, Cáceres, 10 de noviembre de 1994) es un futbolista español que juega como centrocampista en el C. F. Monterrey de la Primera División de México.

## Trayectoria

### Inicios
Empezó a jugar al fútbol en la AD San Andrés de Navalmoral de la Mata (Cáceres), luego pasó por la Escuela Morala de Fútbol, quedando subcampeón por dos años consecutivos de la Liga Nacional del Campeonato Diario Marca, siendo elegido el Mejor Jugador del Torneo. En 2005 fichó por la Fundación Marcet donde el F. C. Barcelona y R. C. D. Espanyol se interesaron por él. En 2007 entró a formar parte de la cantera del Atlético de Madrid después de superar las pruebas de acceso correspondientes, y en 2012 se alzaría con el título de Liga División de Honor Juvenil.
Tras pasar por los distintos equipos de las categorías inferiores, el 29 de abril de 2012 fue convocado por primera vez con el primer equipo por Diego Simeone para el partido ante el Real Betis Balompié correspondiente a la jornada 36 de Primera División, aunque finalmente no debutó.

### Debut
En el verano de 2012 Simeone, lo convocó para realizar la pretemporada con el primer equipo. Su debut con el primer equipo colchonero se produjo finalmente el 28 de julio de 2012 en un partido amistoso contra el Alianza Lima, que los rojiblancos terminaron ganando por tres a cero. Su debut con el equipo en competición oficial se produjo el 19 de agosto de 2012 en el empate a uno ante el Levante correspondiente a la jornada 1 de Liga, saltando al campo con el dorsal 30 en el minuto 63 en sustitución de Adrián. El 17 de mayo de 2013 consiguió el primer título de su carrera, el Atlético venció en la final celebrada en el Estadio Santiago Bernabéu al Real Madrid CF por dos goles a uno y se proclamó campeón de la Copa del Rey.

### Primer equipo

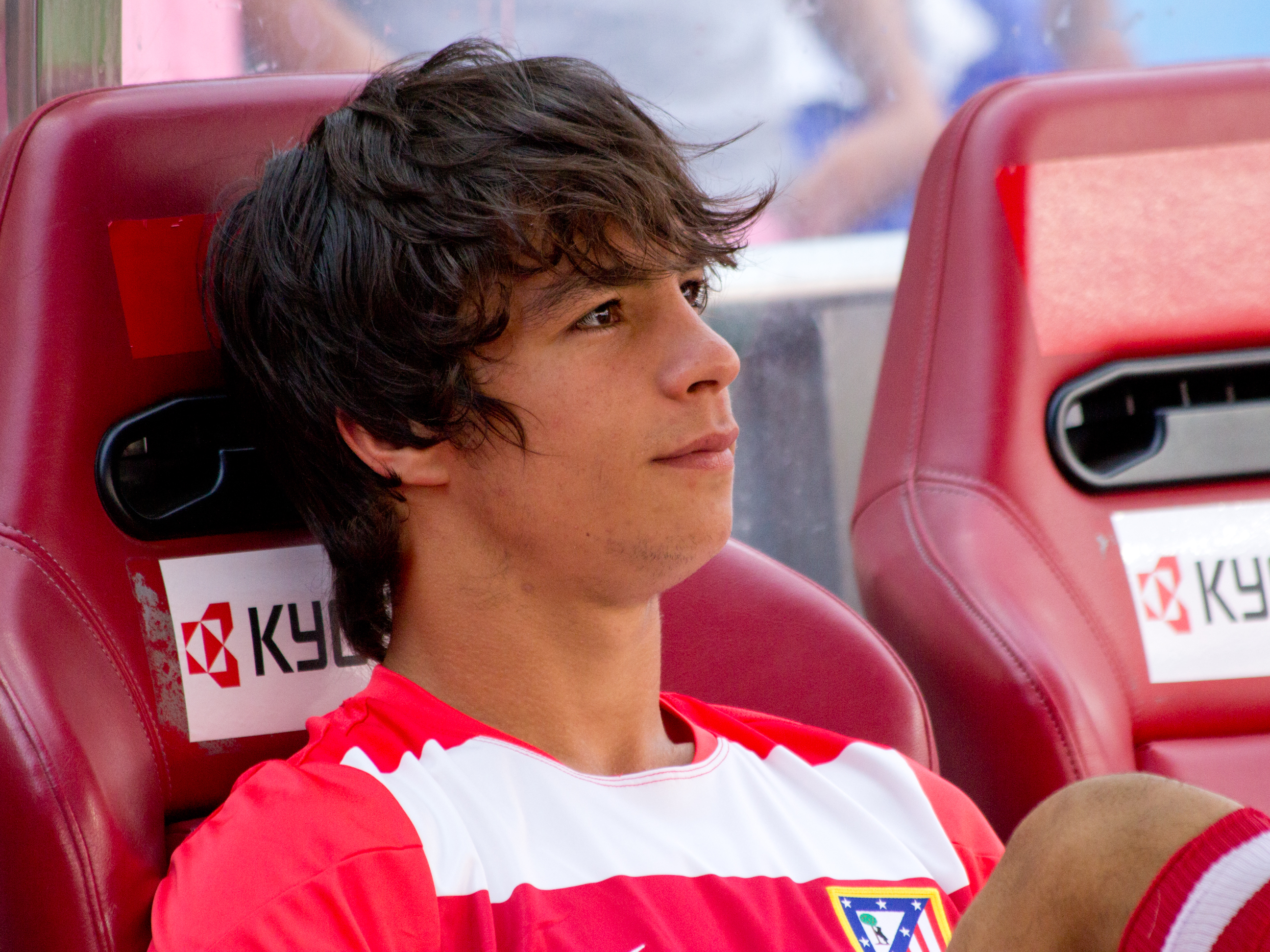
Óliver Torres en 2013.

La temporada 2013-14 fue la primera en la que Óliver formó parte del primer equipo llevando el dorsal 16. El 3 de septiembre de 2013 renovó su contrato con el Atlético de Madrid prolongándose hasta 2018. El 1 de octubre de 2013 debutó en la Liga de Campeones en la jornada 2 de la fase de grupos ante el FC Oporto, saltando al campo en el minuto 79 en sustitución de Raúl García cuando el partido iba empate a uno y que finalmente terminó con victoria atlética por uno a dos. El 27 de octubre jugó su primer partido como titular y anotó su primer gol como profesional a los 13 segundos del partido que le enfrentaba al Betis, pasando a la historia por ser el gol más rápido de la historia del Atlético de Madrid en Primera División de España. En la jornada 21, en el partido que enfrentó al Rayo Vallecano y al Atlético de Madrid, con victoria para estos últimos, Óliver sufrió una luxación en el hombro producto de un forcejeo con Jonathan Viera.

### Cesiones
El 31 de enero de 2014, durante el mercado de fichajes de invierno, Óliver fue cedido al Villarreal Club de Fútbol hasta final de temporada. Pendiente de la recuperación de la luxación del hombro, no debutó con el club amarillo hasta la jornada 26, cuando saltó al campo en sustitución de Nahuel Leiva en el minuto 46. En dicho partido, el Villarreal empató a uno con el Betis. Óliver colaboró jugando nueve partidos a que el equipo terminara en sexta posición y consiguiera la clasificación para la Liga Europa.
El 4 de julio de 2014, Óliver fue cedido al Fútbol Club Oporto hasta final de temporada. Debutó con el equipo portugués en la jornada 1 de Liga como titular. En dicho partido el Oporto venció al Marítimo por dos a cero. En la jornada 3 anotó su primer gol con su nuevo club en la victoria por tres a cero ante el Moreirense. Dio un gran rendimiento durante la temporada obteniendo la confianza del entrenador Julen Lopetegui y jugando la mayoría de las veces en la posición de interior izquierdo. Una vez la temporada hubo finalizado, Óliver fue elegido el Jugador Revelación de la Primeira Liga.

### Regreso al Atlético de Madrid
El 17 de junio de 2015 se confirma su regreso al Atlético de Madrid luego de su paso por el Oporto. La temporada 2015-16 disputó treinta y tres partidos con los rojiblancos, acabando en tercera posición de la Primera División de España, a sólo tres puntos del liderato.

### F. C. Oporto
El 25 de agosto de 2016 fue cedido de nuevo al Fútbol Club Oporto con opción de compra de 20 millones de euros, la cual ejecuta el club portugués a principios de febrero de 2017. En esta segunda etapa juega más de cien partidos con el conjunto luso, consiguiendo ganar la Liga y la Supercopa Cândido de Oliveira en la temporada 2017-18.

### Sevilla F. C.
El 15 de julio de 2019, el Sevilla F. C. hizo oficial su fichaje para las siguientes cinco temporadas, por un precio de 11 millones de euros. En su primera temporada con el conjunto andaluz logró ganar la Liga Europa, jugando además 37 partidos y anotando seis goles entre todas las competiciones. Más tarde, en 2023, logró volver a levantar la Liga Europa. El 31 de mayo de 2024, a un mes de expirar su contrato, se despidió de la disciplina blanquirroja.

### Monterrey
El 8 de junio de 2024 se hizo oficial su fichaje por el C. F. Monterrey para las siguientes tres temporadas. Hizo su debut el 30 de julio en un partido de la Leagues Cup frente a Austin FC en el que cayeron derrotados.

## Selección nacional

### Selección sub-18
En 2012 se proclamó campeón y Mejor Jugador de la Copa Atlántico con la selección de fútbol sub-18 de España, imponiéndose en la final a Rusia. 

### Selección sub-19

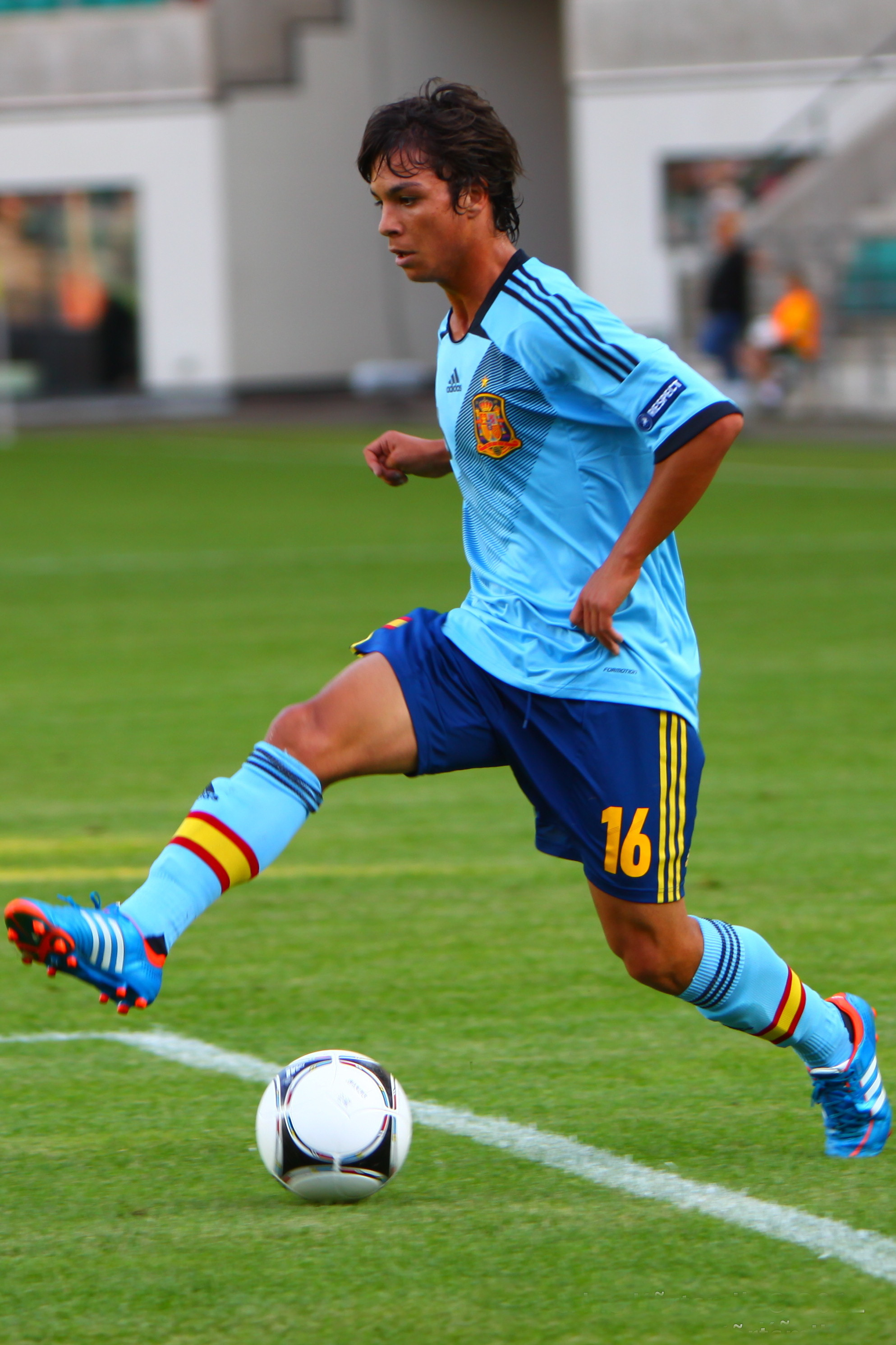
Jugando con la sub-19.

Ganó el Campeonato Europeo de la UEFA Sub-19 2012, imponiéndose en la final a Grecia por uno a cero. Con dicha selección llegó a jugar 10 partidos.

### Selección sub-20
El 12 de junio de 2013 debutó con la selección de fútbol sub-20 de España en el partido amistoso que lo enfrentó ante la selección de Uzbekistán saltando al césped en la reanudación de la segunda parte, cuando perdían por cero a uno, ganando finalmente por tres goles a dos. En dicho mes disputa el Copa Mundial de Fútbol Sub-20 de 2013 celebrado en Turquía, jugando todos los minutos como capitán, quedando primeros de grupos y llegando hasta cuartos de final perdiendo ante la selección de Uruguay por un gol a cero.

### Selección sub-21
El 5 de febrero de 2013 debutó con la selección sub-21 de España en un partido amistoso que lo enfrentó ante la selección de Bélgica celebrado en Malinas y que finalizó en empate a uno. Llegó a jugar 24 partidos con "La Rojita", siendo un jugador imprescindible en todas las convocatorias hasta finales de 2016.

## Estadísticas

### Clubes
Actualizado al último partido disputado el 7 de agosto de 2025.
| Club                            | Div.          | Temporada     | Liga  | Liga  | Copas nacionales | Copas nacionales | Torneos internacionales | Torneos internacionales | Total | Total | Media goleadora |
| Club                            | Div.          | Temporada     | Part. | Goles | Part.            | Goles            | Part.                   | Goles                   | Part. | Goles | Media goleadora |
| ------------------------------- | ------------- | ------------- | ----- | ----- | ---------------- | ---------------- | ----------------------- | ----------------------- | ----- | ----- | --------------- |
| Atlético de Madrid "B" · España | 2.ªB          | 2012-13       | 21    | 3     | ―                | ―                | ―                       | ―                       | 21    | 3     | 0.14            |
| Atlético de Madrid "B" · España | Total club    | Total club    | 21    | 3     | 0                | 0                | 0                       | 0                       | 21    | 3     | 0.14            |
| Atlético de Madrid · España     | 1.ª           | 2012-13       | 8     | 0     | 2                | 0                | 0                       | 0                       | 10    | 0     | 0               |
| Atlético de Madrid · España     | 1.ª           | 2013-14       | 7     | 1     | 3                | 0                | 4                       | 0                       | 14    | 1     | 0.07            |
| Villarreal C. F. · España       | 1.ª           | 2013-14       | 9     | 0     | ―                | ―                | ―                       | ―                       | 9     | 0     | 0               |
| Villarreal C. F. · España       | Total club    | Total club    | 9     | 0     | 0                | 0                | 0                       | 0                       | 9     | 0     | 0               |
| F. C. Oporto Portugal           | 1.ª           | 2014-15       | 26    | 7     | 4                | 0                | 10                      | 0                       | 40    | 7     | 0.18            |
| Atlético de Madrid · España     | 1.ª           | 2015-16       | 21    | 0     | 5                | 0                | 7                       | 1                       | 33    | 1     | 0.03            |
| Atlético de Madrid · España     | Total club    | Total club    | 36    | 1     | 10               | 0                | 11                      | 1                       | 57    | 2     | 0.04            |
| F. C. Oporto Portugal           | 1.ª           | 2016-17       | 29    | 3     | 3                | 0                | 7                       | 0                       | 39    | 3     | 0.08            |
| F. C. Oporto Portugal           | 1.ª           | 2017-18       | 19    | 0     | 6                | 0                | 3                       | 0                       | 28    | 0     | 0               |
| F. C. Oporto Portugal           | 1.ª           | 2018-19       | 25    | 2     | 9                | 0                | 5                       | 0                       | 39    | 2     | 0.05            |
| F. C. Oporto Portugal           | Total club    | Total club    | 99    | 12    | 22               | 0                | 25                      | 0                       | 146   | 12    | 0.01            |
| Sevilla F. C. · España          | 1.ª           | 2019-20       | 28    | 3     | 4                | 2                | 5                       | 1                       | 37    | 6     | 0.16            |
| Sevilla F. C. · España          | 1.ª           | 2020-21       | 33    | 0     | 6                | 0                | 8                       | 0                       | 47    | 0     | 0               |
| Sevilla F. C. · España          | 1.ª           | 2021-22       | 26    | 2     | 4                | 0                | 8                       | 0                       | 38    | 2     | 0.05            |
| Sevilla F. C. · España          | 1.ª           | 2022-23       | 32    | 3     | 4                | 0                | 8                       | 0                       | 44    | 3     | 0.07            |
| Sevilla F. C. · España          | 1.ª           | 2023-24       | 27    | 0     | 4                | 0                | 4                       | 0                       | 35    | 0     | 0               |
| Sevilla F. C. · España          | Total club    | Total club    | 146   | 8     | 22               | 2                | 33                      | 1                       | 201   | 11    | 0.06            |
| C. F. Monterrey · México        | 1.ª           | 2024-25       | 36    | 6     | ―                | ―                | 9                       | 0                       | 45    | 6     | 0.13            |
| C. F. Monterrey · México        | 1.ª           | 2025-26       | 3     | 0     | ―                | ―                | 3                       | 0                       | 6     | 0     | 0               |
| C. F. Monterrey · México        | Total club    | Total club    | 39    | 6     | 0                | 0                | 12                      | 0                       | 51    | 6     | 0.12            |
| Total carrera                   | Total carrera | Total carrera | 350   | 30    | 54               | 2                | 81                      | 2                       | 485   | 34    | 0.07            |
| 1. 2.                           |               |               |       |       |                  |                  |                         |                         |       |       |                 |

## Palmarés

### Títulos nacionales
| Título                     | Club                       | País     | Año  |
| -------------------------- | -------------------------- | -------- | ---- |
| División de Honor Juvenil  | Atlético de Madrid Juvenil | España   | 2012 |
| Copa del Rey               | Atlético de Madrid         | España   | 2013 |
| Primera División de España | Atlético de Madrid         | España   | 2014 |
| Primeira Liga              | F. C. Porto                | Portugal | 2018 |
| Supercopa de Portugal      | F. C. Porto                | Portugal | 2018 |

### Títulos internacionales
| Título                 | Club (*)           | País     | Año  |
| ---------------------- | ------------------ | -------- | ---- |
| Europeo Sub-19         | Selección española | Estonia  | 2012 |
| Liga Europa de la UEFA | Sevilla F. C.      | Alemania | 2020 |
| Liga Europa de la UEFA | Sevilla F. C.      | Hungría  | 2023 |

(*) Incluyendo la selección.

### Distinciones individuales
| Distinción                                  | Año  |
| ------------------------------------------- | ---- |
| Mejor Jugador de la Copa del Atlántico      | 2012 |
| Mejor Deportista de Navalmoral de la Mata   | 2012 |
| Media punta de plata de Fútbol Draft        | 2013 |
| Media punta de oro de Fútbol Draft          | 2014 |
| Medio centro derecho de oro de Fútbol Draft | 2015 |
| Jugador Revelación de la Primeira Liga      | 2015 |